# 公開処刑人 森のくまさん お嬢さん、お逃げなさい
『公開処刑人 森のくまさん お嬢さん、お逃げなさい』（こうかいしょけいにん もりのくまさん　おじょうさんおにげなさい）は、堀内公太郎による日本の推理小説。
第9回『このミステリーがすごい!』大賞の最終選考で受賞は至らず落選する。しかし、後に第10回『このミステリーがすごい!』大賞の隠し玉（編集部推薦）として出版されることとなった『公開処刑人 森のくまさん』の続編となるストーリー。

## ストーリー
「森のくまさん連続殺人事件」から3年後、2代目「森のくまさん」を名乗る人物による「処刑」という名の殺人事件が発生。初代同様に声明をネット上に出す手口は同じだが、初代とは違って言葉遣いが丁寧なのが「紳士系」と呼ばれる2代目「森くま」の特徴だった。そんな折、私立敬星高校の2年のクラスに羽田結衣が2学期という中途半端な時期に転入したが、彼女は3年前に廃工場で初代「森くま」に殺害された巡査の妹だった。マスコミと周囲の中傷で2度目の転校を余儀なくされた結衣は3年前の事件に繋がる要素を排除すべく両親が離婚したことで平穏な生活を得ていた。ところが、転入前に起きた男子生徒の自殺を発端とする2代目「森くま」の事件に巻き込まれてしまう。また、結婚直前の恋人達を襲う強姦による悲劇も起こっていた。
2つの時間軸で物語が交互に描かれる。

## 登場人物

### 主人公
羽田結衣（はねだ ゆい）
本作の主人公。旧姓「下山結衣（しもやま ゆい）」。私立敬星高校の2年生。17歳。2学期に転入したため、時期外れの転入の理由を「両親の離婚に伴って学校を替えた」としているが、実は、3年前に初代「森のくまさん」九門正則に殺された警察官・下山正弘の妹。被害者遺族の扱いに困って距離を置くようになった周囲に疎まれてしまい、マスコミの悪意に傷つけられて孤立してしまう。その中には小学校からの親友もいた。そのため、転校することで中学をなんとか卒業した。しかし、2代目「森くま」の出現により、再び転校を余儀なくされて「森くま」事件関係者の色を薄めるべく両親は離婚し、母方の姓「羽田」を名乗り敬星に来たのだった。
暴走するつばきを放っておけなくて江沢殺しの犯人に殺されかけたのを2代目「森くま」に助けられた恩とは別問題であり、やはり「森くま」の行為を許せないと結論を出し、罪悪感の欠片もなく簡単に敵と看なす相手を排除するとして殺人を犯していたつばきの件も含めて警察官である父親に打ち明けることにした。反省の色が無いつばきとは、彼女に「友達を売る奴とは御免だ。」と言われ絶交されるが、それでも自身の決断に後悔はない。
片瀬優平（かたせ ゆうへい）
もう1人の主人公。藤のまち高等学校の元英語教師。3年前、プロポーズ直前の恋人・さとみが強姦・自殺未遂の果てに彼女に想いを寄せていたまさるの幼馴染・慎之介により無理心中で失い、2人の死と仇討ちを実行できなかったと非難することで癒着した2人の裏切りに傷つき、慎之介の遺言により2代目「森くま」になった。

### 結衣の家族
下山正弘（しもやま まさひろ）
没年齢22歳。結衣の6歳年長の兄。警察官。警視庁高島平警察署に所属する巡査。赤塚交番勤務。前作『公開処刑人 森のくまさん』で銃声が聞こえたとの通報を受けて警ら中に「森くま」の正体と妹の危機を知った捜査一課の若林健介からの連絡で廃工場に駆けつけるが、「森くま」に協力していた柿本琴乃に金属バットで殴られ、初代「森くま」九門正則に射殺された。警察官人生は2年にも満たなかった。二階級特進で警部補に。高校時代には髪を金色に染めていた時期もあったが、珍しくもないことだった。ところが、死後に大麻パーティーをやっていた不良だと悪質なデマをネットで拡散され、勝手に失望する人間が妹である結衣の周囲に続出する。治安と正義を守るために奔走した警察官であり、殺人鬼に殺害された被害者であるにもかかわらず、死後も貶められ家族を痛めつけられる被害に遭う。
羽田万里子（はねだ まりこ）
54歳。結衣と殉職した正弘の母親。54歳。少女のような女性で世間知らずの側面があり、スーパーにパートとして働いている。結衣の名字を変えるために離婚するまでは専業主婦だったので結衣は心配したが、以前より活き活きしている。息子が殺された直後、精神的ダメージが強くて精神科に通っていた時期があり、回復するのに一年ほどかかった。しかし、2代目「森くま」の活動開始により、息子を殺された悲しみと怒りが甦り「殺してやる！」と喚き散らし、夫と娘に今度の「森くま」は正弘を殺した「森くま」とは別人だと教えられて一応は落ち着いたが、本当に納得したかは不明。
下山（しもやま）
結衣と正弘の父親。現職の警察官。牛込署に勤務しており、巷には「鬼の下山」と呼ばれている。息子・正弘を初代「森くま」に殺され、唯一残された娘・結衣を守ろうと3年前の事件に繋がるものは可能な限り娘から切り離そうとの離婚であるため、時間が出来れば妻子の元を訪れて食事を共にする。初代「森くま」に関連して「あしだかおる」の言葉は無視するよう結衣に忠告する。

### 2代目「森のくまさん」
香坂まさる（こうさか - ）
2代目「森くま」の片割れ。警視庁所属の警察官でもある。3年前に強姦・自殺未遂の末に他者の手を借りた自殺を遂げた女性さとみの弟。法の裁きを強姦犯・酒井に受けさせようと警察官になるが、犯人を殺すことしか頭に無いさとみの憎悪と彼女に横恋慕する慎之介の心中により2代目「森くま」にならざるを得なくなり、さとみの恋人だった元高校教師・優平と共に犯行を重ねる。内部情報を元に、慎重に調査を行って標的を処刑している。

### 3年前
香坂さとみ
24歳。高校教師だった優平の恋人、まさるの姉。3年前、強姦されて人が変わってしまう。優平に仇討ちに強姦犯人を殺して貰うことを望み、初代「森くま」により憎い強姦犯人が殺されて後手になった優平が殺さなかったことにガッカリし、慎之介と癒着して自殺未遂で廃人になった後は、自身を殺して欲しいと慎之介に頼んでいた。愛する人が殺人を犯さないよう祈るのではなく、自身を辱めた犯人を愛する人に殺させることしか頭に無かった。慎之介自身の作り話の可能性はあるが、優平は彼女が本当にそう慎之介に頼んだのかもしれないと心を痛めた。
三浦慎之介（みうら しんのすけ）
まさるの幼馴染。18歳。まさるの幼馴染。私立明星学院の3年生。裕福な三浦医院の一人息子であり、何かにつけて恋するさとみの心を奪った優平に嫌味を口にしていた。強姦・自殺未遂で廃人になる過程で歪むさとみと結託し、優平を偽善者と蔑んで、まさると優平に「森くま」に押しつけて自殺した。死亡時、以前とは別人のように太めの体型に変貌して優平とまさるを驚かせた。
酒井克明（さかい かつあき）
32歳。3年前にさとみを含めた大勢の女性を強姦していたが、さとみの訴えを受けて初代「森くま」に処刑された。

### 「森のくまさん」の関係者
九門正則（くもん まさのり）
初代「森のくまさん」。正義の味方を気取り連続殺人を犯すが、正体が露見して逮捕された。2代目とは異なり、尊大に振る舞い殺人を重ねていた。T大生と詐称し、警察キャリアを目指していると嘯いて当時の「森くま」事件を捜査する健介に尊敬していると言って情報を引き出そうとし、彼の名前を騙ってもいた。「森のくまさん」とは名前の読み「くもん まさのり」のアナグラムである。前作でイジメを苦に自殺を図るも救われたと慕うようになった明日香のように、初代「森くま」の本性を知らずに心酔する人間は少なくない。
あしだかおる（旧「トゥモロー」）
事件の関係者を攻撃するブログ「明日からのメッセージ」の管理人。3年前は「トゥモロー」と名乗り、「森くま」を募集していた。事件の関係者を執拗に攻撃して喝采を浴びたが、一時的に休んで活動を再開するも「未だに大物面している」と陰口を叩かれて痛々しいと同情的な言葉で疎まれているが、結衣の父・下山が心配して口にするような行動をしている模様。慎之介曰く「僕の一番の理解者」とのこと。

### その他
横山つばき（よこやま - ）
私立敬星高校の2年生。17歳。結衣と友人になるが、自身が楽しく幸せであれば他人はどうでもよく、邪魔する者は殺人を犯してでも排除する主義。朝岡がクズでも教え子として守ろうとする愛人の江沢とはその一点で相容れることはなく罵り続けるのを強く制止されることも多々ある。結婚は望んではいないものの不倫は脅迫されるような関係だと理解できず、2人の関係を朝岡に知られて脅迫され、校舎の屋上に呼び出して殺害した。自殺として処理されて邪魔者の排除に成功するが、担任としての責任ゆえに江沢に攻撃が向けられ、パート先のスーパーの店長と不倫関係にある江沢の妻・妙子に「森くま」の仕業に見せかけて江沢が殺される口実を作ってしまった。殺人の罪の意識は無く「もっと上手くやれば良かった、惣さんに迷惑がかからないように殺せば良かった。」という身勝手すぎる後悔をし、妙子と愛人の財前を殺そうとする。2人が本物の「森くま」に処刑された後、自身が朝岡を殺害したことを話して結衣が警察官の父親に証拠が無くても話すと言われ、彼女を裏切り者と罵声を浴びせて絶交した。去り際、すれ違い様に結衣を突き飛ばした。
江沢惣一郎（えざわ そういちろう）
40歳。私立敬星高校の教師。朝岡の担任ゆえに死の責任を問われ、無責任な噂がネットで拡散されたことで世間の心無い非難を浴びる。妻・妙子の浮気に悩んで、つばきに押しきられる形で自身も不倫の関係になる。しかし、教師だから生徒のことばかり考えるのは当然と言いつつ「朝岡をクズだから自業自得だ。」と蔑むつばきと口論になることも。愛人であるつばきによる殺人とは知らずに、朝岡の件で世間の非難と「森くま」を隠れ蓑に妻とその愛人に殺害された。
朝岡信人（あさおか のぶと）
母子家庭で育った少年。殺されて当然と陰口を叩かれる評判の悪い敬星の男子生徒。夏休み前、校舎の屋上から飛び降りて自殺したとされるが、実は担任教師・江沢惣一郎との不倫を脅迫して呼び出され、つばきに突き落とされて殺されていた。
朝岡ちよ（あさおか - ）
朝岡信人の母親。信人が小学生の頃から育児放棄気味であり、息子が死んだ時も学校や担任の江沢を非難せずにおり、息子の死を悲しんではいなかった。朝岡が死んだ時も男性のところにいた。
小路（しょうじ）、松本（まつもと）
小路は「ショージ」、松本は「まっつん」とつばきに呼ばれていた。クラスメイトの朝岡を殴り、夏休み中に退学届を提出して転校した男子生徒。朝岡を殴った理由は、朝岡がスーパーで小さい女の子を無理矢理連れ去ろうとしたからだった。
江沢妙子（えざわ たえこ）
32歳。江沢の妻。夫よりも先にパート先の店長・財前と浮気をし、邪魔な夫を2代目「森くま」の犯行にみせかけて殺害した。2代目「森くま」の犯行に偽装することを考えた張本人であり、財前共々に処刑された。
財前一郎太（ざいぜん いちろうた）
30歳。江沢妙子と不倫関係にあるスーパー「フレッシュネスさかい店」の店長。趣味はギャンブル狂で、競馬やパチンコばかりしている。ちょっとミスしただけで怒鳴り、同じパートでも贔屓が激しい。本部のお偉いさんの甥であるため、誰も文句を言えないのをいいことに好き勝手に振る舞う。妙子共々に莫大な借金を抱えており、保険金目当てに2代目「森くま」の犯行に見せかけて江沢を殺害した。しかし、江沢謀殺の犯行で2代目「森くま」の名を騙ったこともあり、本物に処刑された。